# Conrado Perren
Conrado Perren es un futbolista argentino nacido el 15 de mayo de 1994 en Santa Fe (Provincia de Santa Fe). 

## Trayectoria
Conrado Perren se inició en el deporte en 2004, aunque jugando al tenis para el Club Atlético Brown de San Vicente, Santa Fe, Argentina. Se destacó desde el primer torneo zonal, llegando a las semifinales. En el segundo campeonato regional de Rafaela fue finalista y en el tercero se consagró campeón, incluso jugando con tenistas de mayor edad que él. 
Sin embargo, recién a los 15 años descubrió su verdadera pasión por el fútbol. En 2010 fichó para el Club Atlético Newell’s Old Boys de Santa Fe de la Liga Santafesina de Fútbol, donde fue arquero titular hasta finales de 2013. Atraído por la cercanía con sus familiares, en 2014 se transformó en uno de los arqueros del Club Atlético Belgrano de Sa Pereira en Liga Esperancina de Fútbol. Atajó en Tercera División y luego se transformó en titular de Primera. En octubre de 2014 participó de una prueba de talentos del Club Atlético Unión de Santa Fe  y la empresa Golden Dreams GT lo promovió para jugar en 2015 en la Liga Nacional de Guatemala.
Asimismo, en 2014 fue reconocido en la 27ª Entrega del Premio al Mejor Deportista de la Región Centro de Santa Fe, donde obtuvo el premio en la categoría de Arqueros de Liga Esperancina de Fútbol y además fue uno de los ocho finalistas por la máxima distinción, que quedó en manos de Martina Pernuzzi, medallista de oro en la categoría Sub-16 de Tiro Deportivo con Rifle de Aire de Quebrar en los Juegos “Evita 2014”.

## Clubes
| Club                                        | País      | Año         |
| ------------------------------------------- | --------- | ----------- |
| Club Atlético Newell’s Old Boys de Santa Fe | Argentina | 2010 - 2013 |
| Club Atlético Belgrano de Sa Pereira        | Argentina | 2014        |